# Музей шотландского футбола
Музей шотландского футбола (англ. Scottish Football Museum) — шотландский музей, посвящённый местному футболу. Расположен на главном стадионе страны — арене «Хэмпден Парк» в городе Глазго. Контролируется Шотландской футбольной ассоциацией.

## История
Шотландия имеет яркие футбольные традиции. На заре формирования современных правил игры в 1824 году в Эдинбурге был создан первый в мире клуб, назвавший себя «Foot-Ball Club». Через 48 лет на стадионе «Хэмпден Парк» в 1872 году состоялся первый официальный международный матч, соперниками в котором были национальные сборные Шотландии и Англии. На той же арене, которая была одной из самых вместительных в своё время, в 1937 году поединок между «тартановой армией» и командой «трёх львов» собрал рекордную аудиторию зрителей — 149 415. Причём максимально «Хэмпден Парк» мог вместить в то время 183 724 болельщика.
В 1990 году во время реконструкции главного стадиона страны был впервые поднят вопрос о выделении на территории арены места, где бы демонстрировались памятные вещи и экспонаты, посвящённые истории местного футбола. В результате тесного сотрудничества Футбольной ассоциации Шотландии и Городского совета Глазго первая тематическая выставка была проведена в 1994 году, а в мае 2001 года Музей переехал на постоянное место «жительства» — «Хэмпден Парк».

## Экспозиции и экспонаты
Музей располагает 14 залами, в которых собраны около двух с половиной тысяч экспонатов. Наиболее ценными и примечательными среди них являются билет на первый международный матч между национальными сборными Шотландии и Англии, датированный 30 сентября 1872 года, и Кубок страны, изготовленный в 1873 году, который является старейшим футбольным трофеем в мире (несмотря на то что Кубок Англии был сделан в сезоне 1871/72, награда была украдена в 1895 году). Также привлекает внимание посетителей музея так называемый Кубок чемпионата мира (англ. The Championship of the World Trophy). Данный трофей был разыгран в 1888 году между победителем Кубка Шотландии «Рентоном» и обладателем аналогичной награды Англии командой «Вест Бромвич Альбион». В матче, проходившем в тяжёлых погодных условиях, победу праздновали представители «горской» страны со счётом 4:1. Саму встречу назвали «чемпионатом Соединённого Королевства и всего мира».
Два специальных зала Музея отведены под Зал славы шотландского футбола и портреты членов Почётного списка местной национальной сборной (игроков, сыгравших 50 и более матчей за «тартановую армию»).